# Budynek Towarzystwa Gimnastycznego „Sokół” w Krakowie
Budynek Towarzystwa Gimnastycznego „Sokół” – zabytkowa sala sportowa znajdująca się w Krakowie w dzielnicy I Stare Miasto przy ul. J. Piłsudskiego 27, na Piasku.
Towarzystwo Gimnastyczne „Sokół” powstało 23 lutego 1885 roku z inicjatywy studentów związanych z tak zwaną Czytelnią Akademicka Uniwersytetu Jagiellońskiego. Miało na celu duchowe i fizyczne odrodzenie społeczeństwa przez kultywowanie tradycji narodowych, wychowanie patriotyczne oraz uprawianie ćwiczeń sportowych, głównie o charakterze paramilitarnym. W ramach „Czytelni” powstało Towarzystwo „Sokół”. Popularyzowało turystykę, gimnastykę i różne sporty: wioślarstwo, strzelectwo, szermierkę, łucznictwo, pływanie, lekką atletykę i inne.
W 1889 roku gmina miasta przekazała Towarzystwu grunty przy ówczesnej ulicy Wolskiej, tuż przy korycie płynącej tam wtedy rzece Rudawa.
W tym samym roku wybudowano własny budynek, sokolnię. Znajdowała się w nim największa w Galicji sala gimnastyczna, wyposażona w najnowocześniejsze urządzenia sportowe. Gmach zaprojektował Karol Knaus. Uroczyste otwarcie budynku odbyło się 18 listopada 1889 roku.
W 1894 roku sokolnię rozbudowano. Dobudowano wschodnią część zaprojektowaną przez Teodora Talowskiego, budynek uzyskał cechy neogotyckie. W 1921 roku w budynku miała siedzibę Dzielnica Krakowska Polskiego Towarzystwa Gimnastycznego „Sokół”.
31 lipca 1947 roku przedstawiciele Urzędu Bezpieczeństwa opieczętowali budynek „Sokoła” odbierając zezwolenie na jego działalność.
Od 1957 roku budynkiem administrowało TKKF. „Sokół” odzyskał swój budynek we wrześniu 1990 roku i rozpoczął kapitalny remont budynku zdewastowanego przez poprzedniego użytkownika Klub Sportowy Cracovia. W latach 2017–2020 trwał pierwszy kompleksowy od czasu powstania obiektu remont i prace konserwatorskie. Prawie cały koszt został sfinansowany ze środków Narodowego Funduszu Rewaloryzacji Zabytków Krakowa przyznaną przez Społeczny Komitet Odnowy Zabytków Krakowa.
15 maja 1984 budynek został wpisany do rejestru zabytków. Znajduje się także w gminnej ewidencji zabytków.

## Część zachodnia budynku
Powstała w 1889 według projektu Karola Knausa. Ścianę frontową zdobi fryz sgraffito z napisem „Towarzystwo Gimnastyczne Sokół”, herbami Orła Białego i Krakowa oraz sentencjami będącymi mottami Towarzystwa: „W zdrowym ciele, zdrowy duch” Juwenalisa i „Sława młodzieńca jest jego siłą”. W tej części budynku znajduje się sala gimnastyczna.

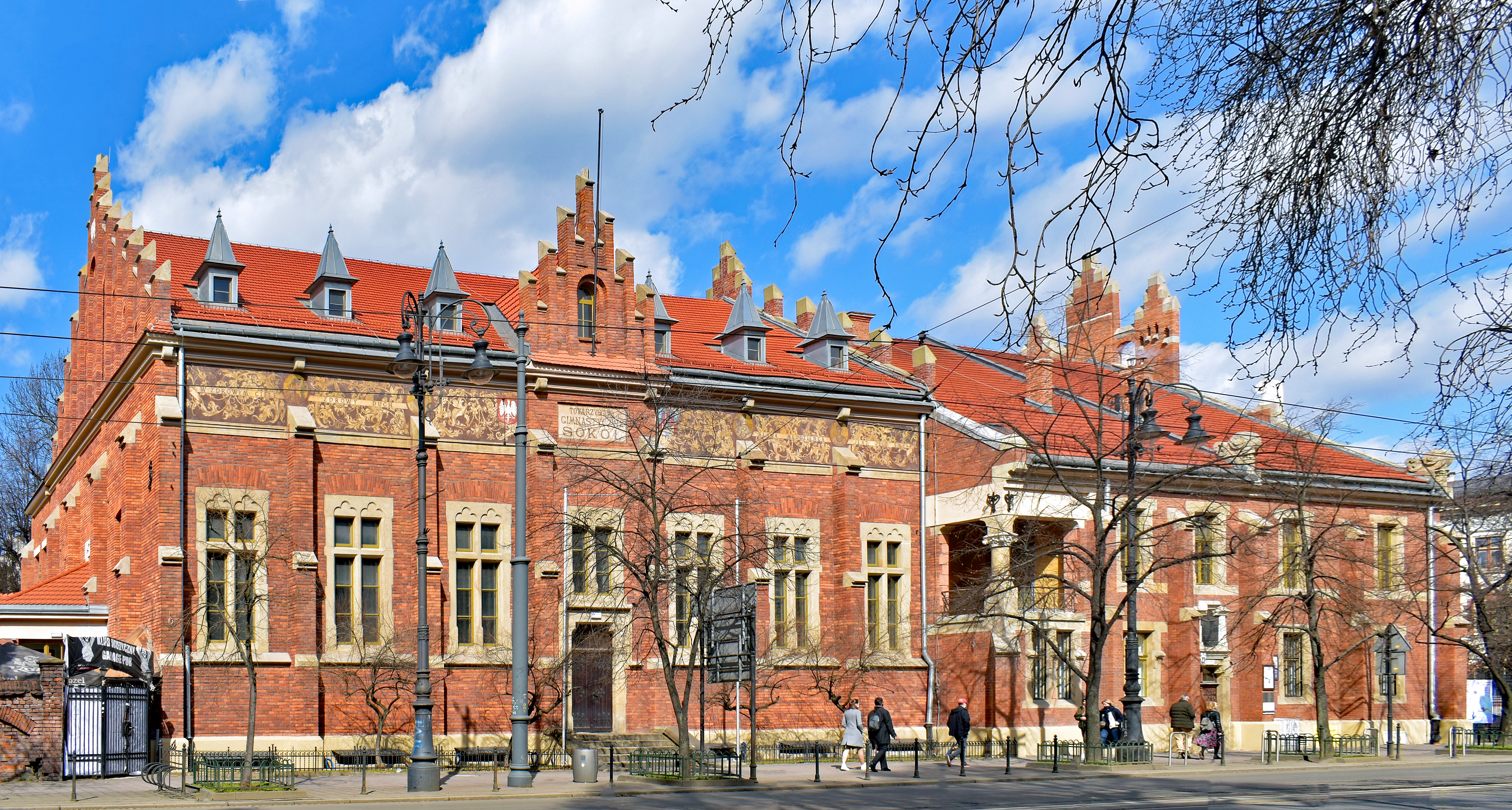
Widok ogólny
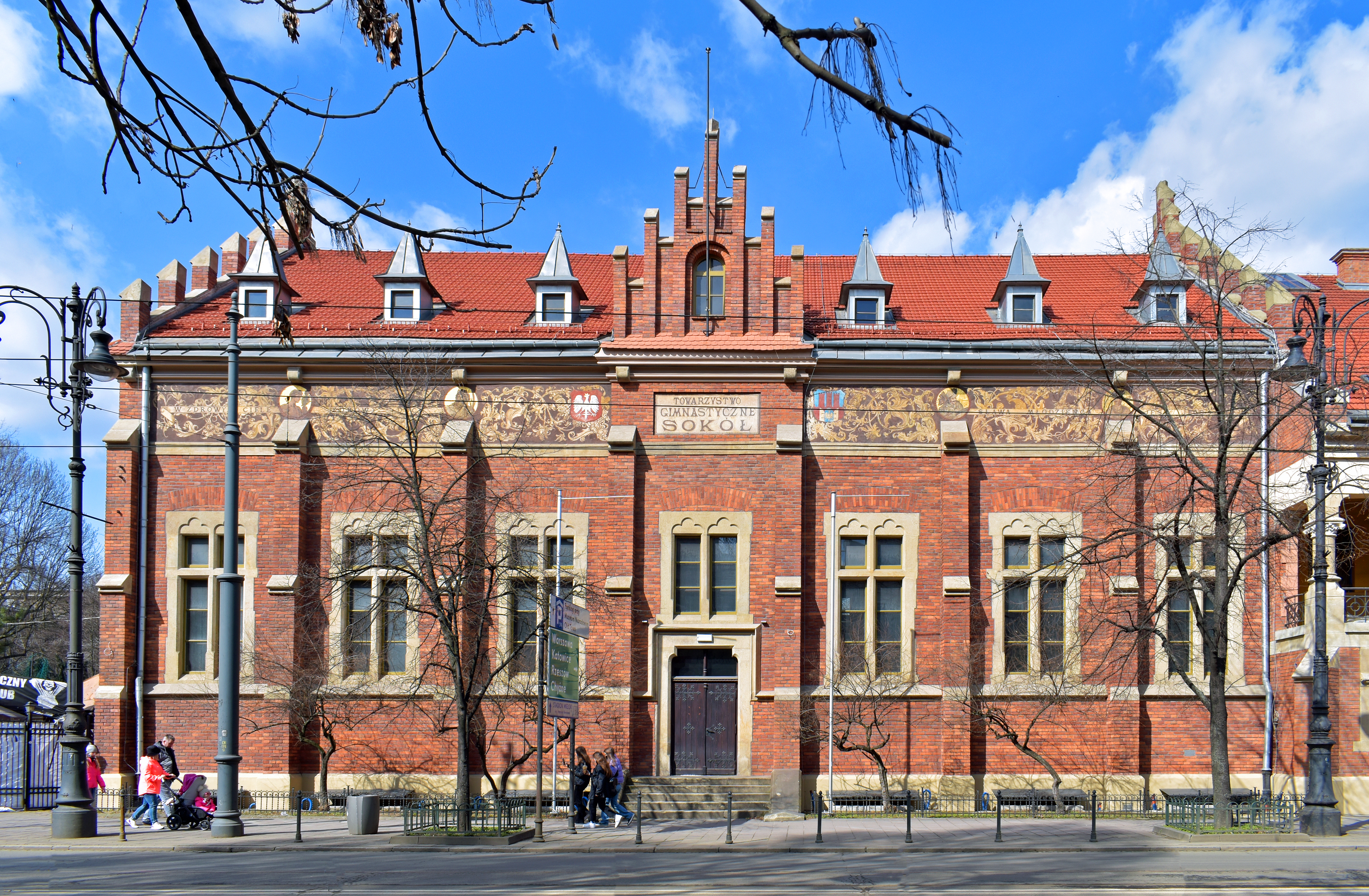
Fasada
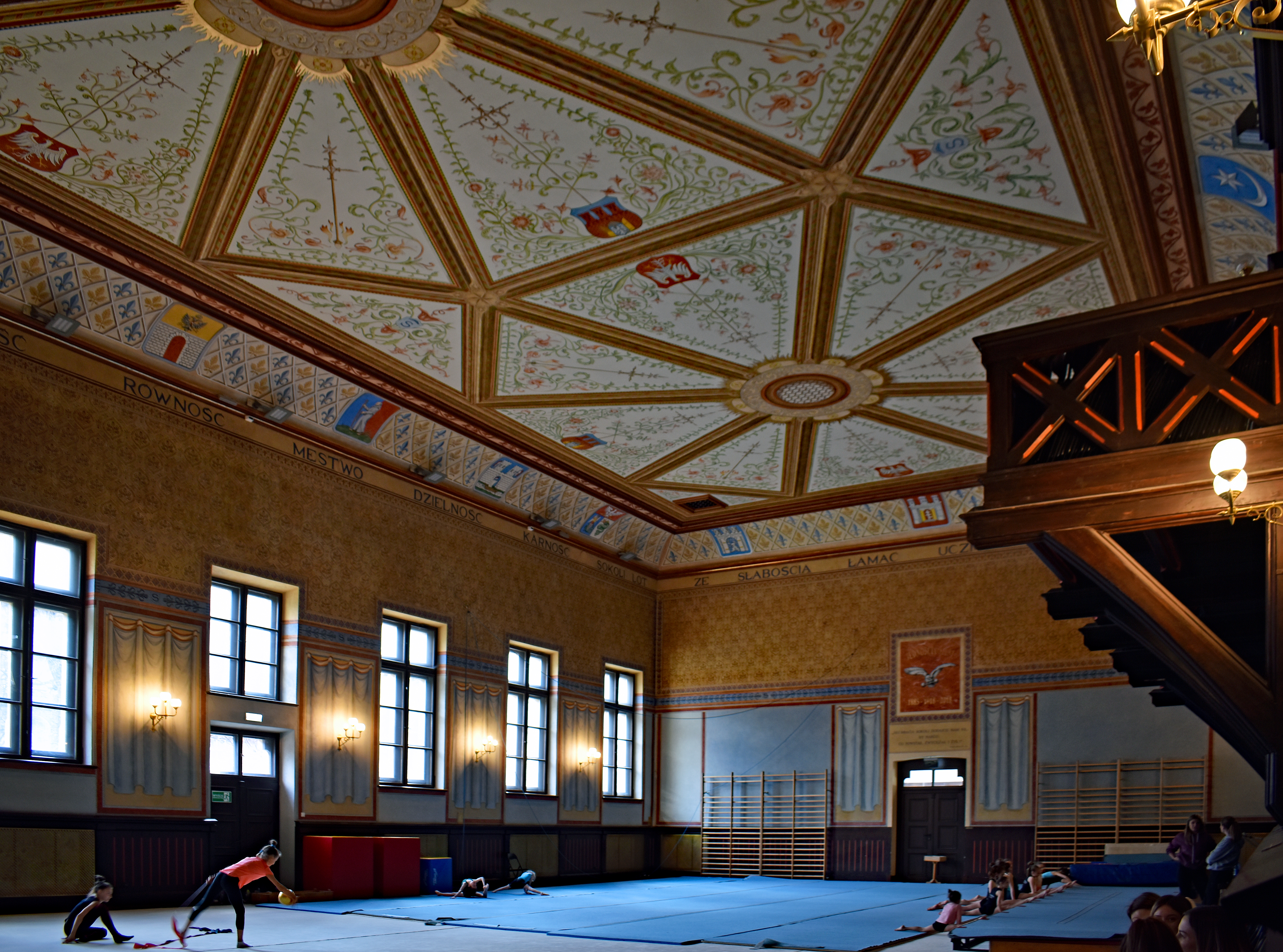
Sala gimnastyczna
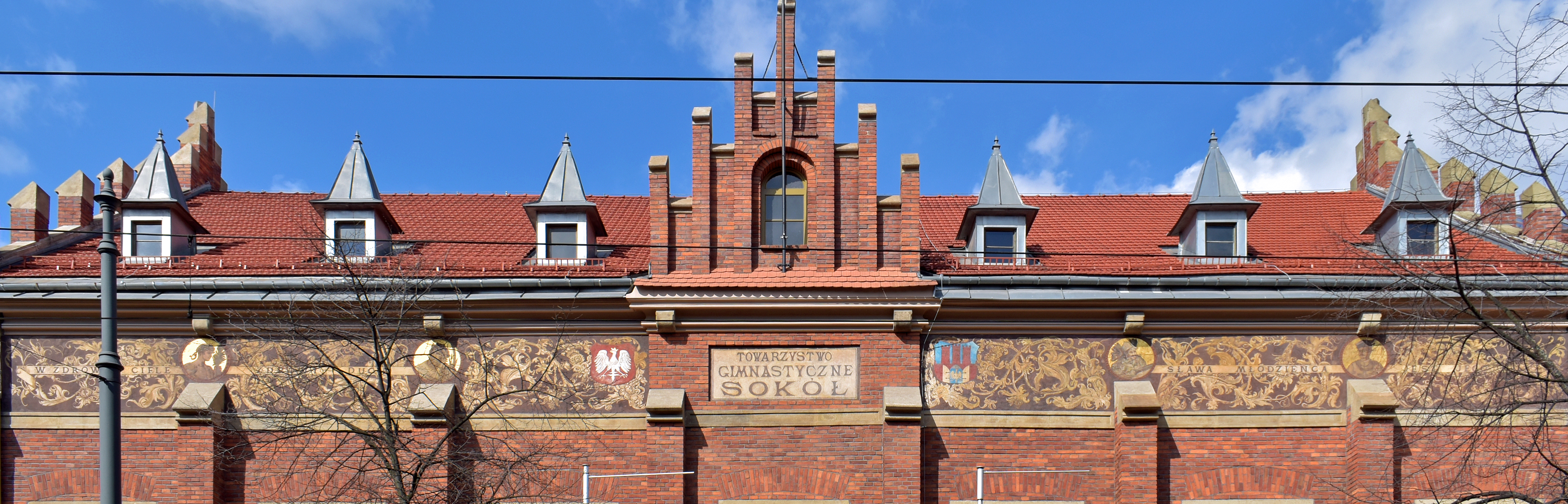
Sgraffito
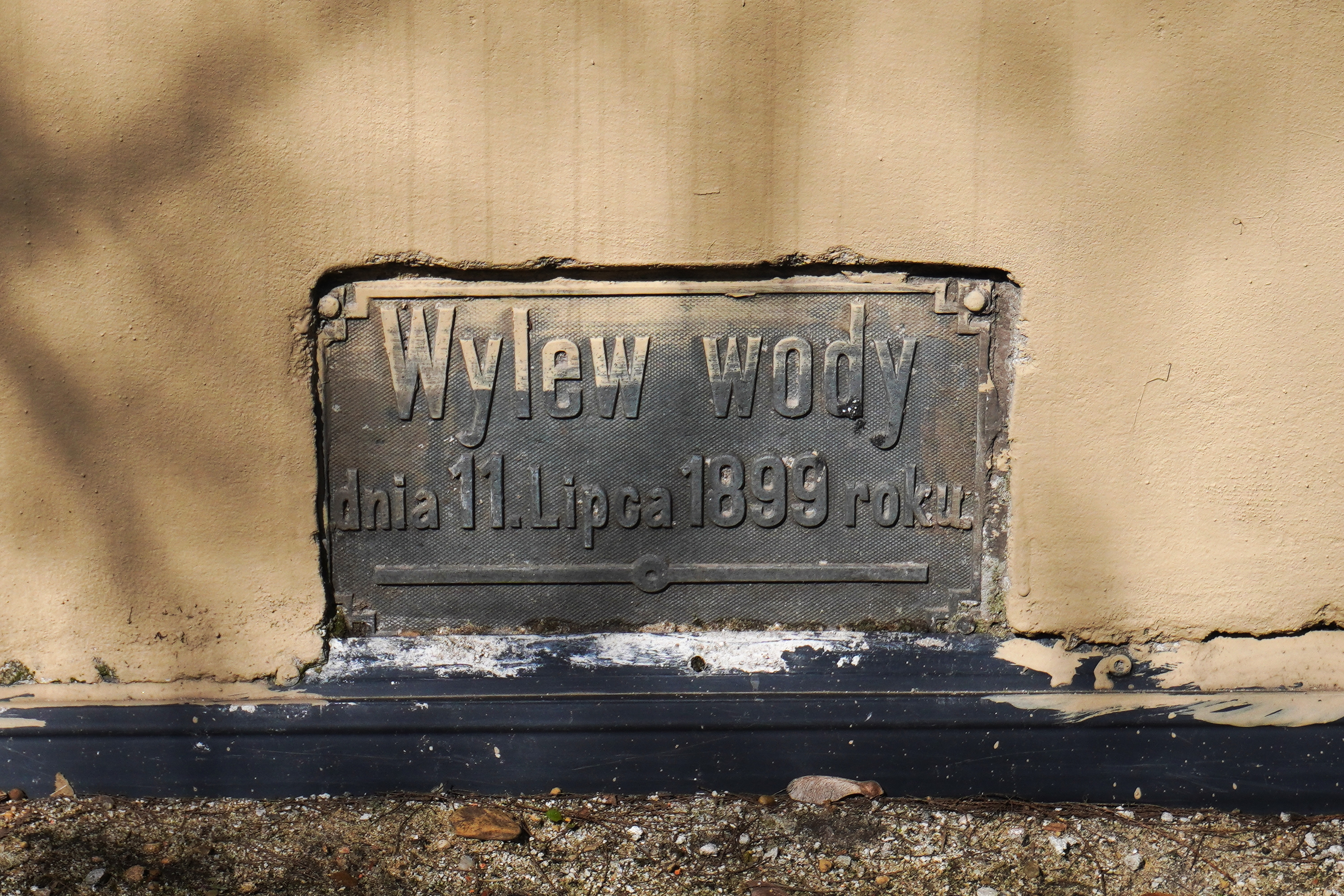
Tabliczka z markerem upamiętniająca falę powodziową z dnia 11 lipca 1899 roku, wmurowana w dolną część elewacji budynku

## Część wschodnia budynku
Powstała w 1894 według projektu Teodora Talowskiego. Nad wejściem umieszczono w 1934 roku tablicę upamiętniająca członków „Sokoła” walczących w I wojnie światowej o odzyskanie niepodległości. Szczyt bocznej ściany od strony ul. Wenecja zdobią alegoryczne polichromie. 
W nadświetlu wewnętrznych drzwi znajduje się współczesny witraż z symbolami Towarzystwa. Wykonany został w 2005 roku, według projektu Heleny Papée-Bożyk, przez Krakowski Zakład Witrażów S.G. Żeleński.

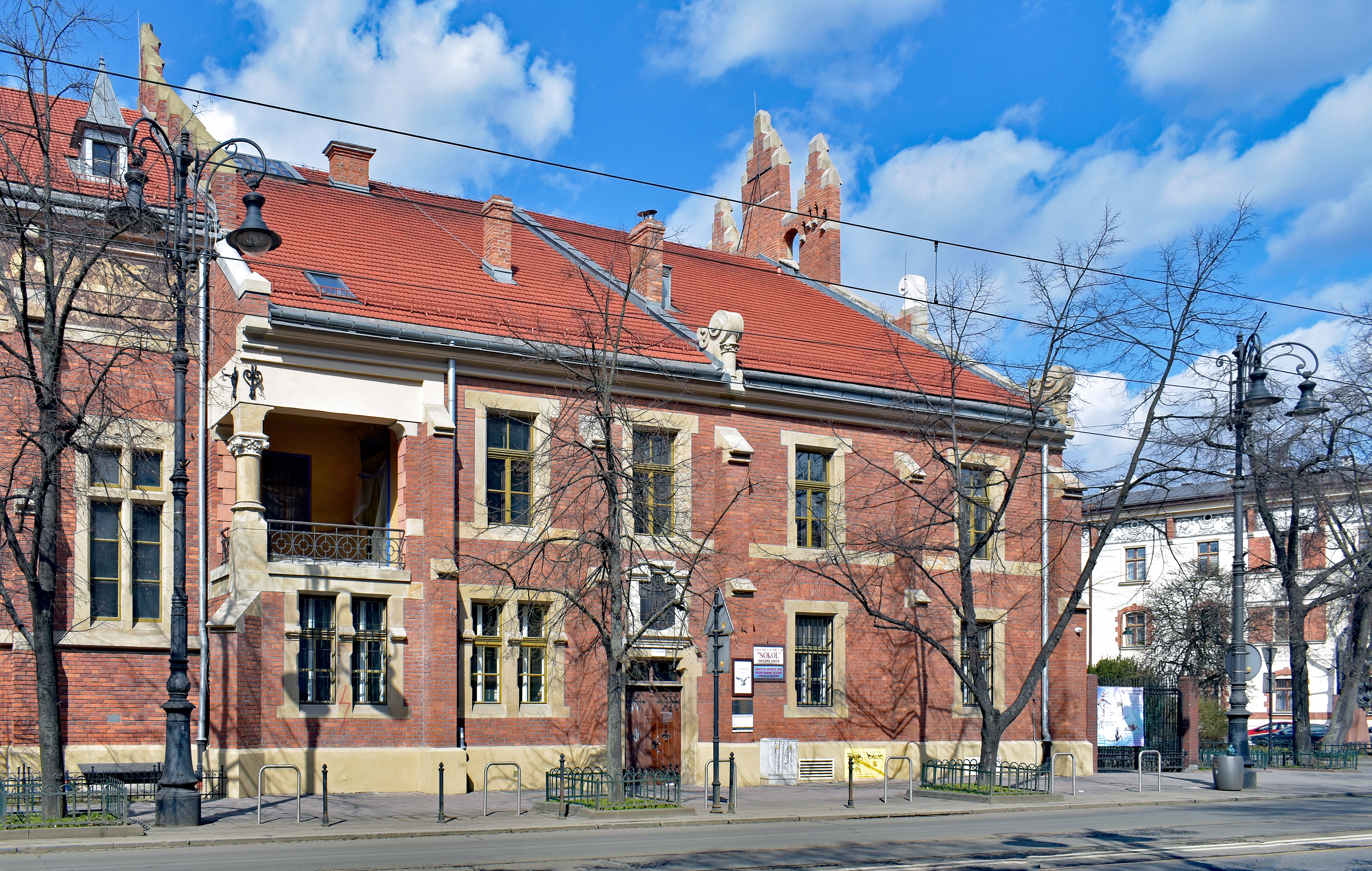
Ogólny widok
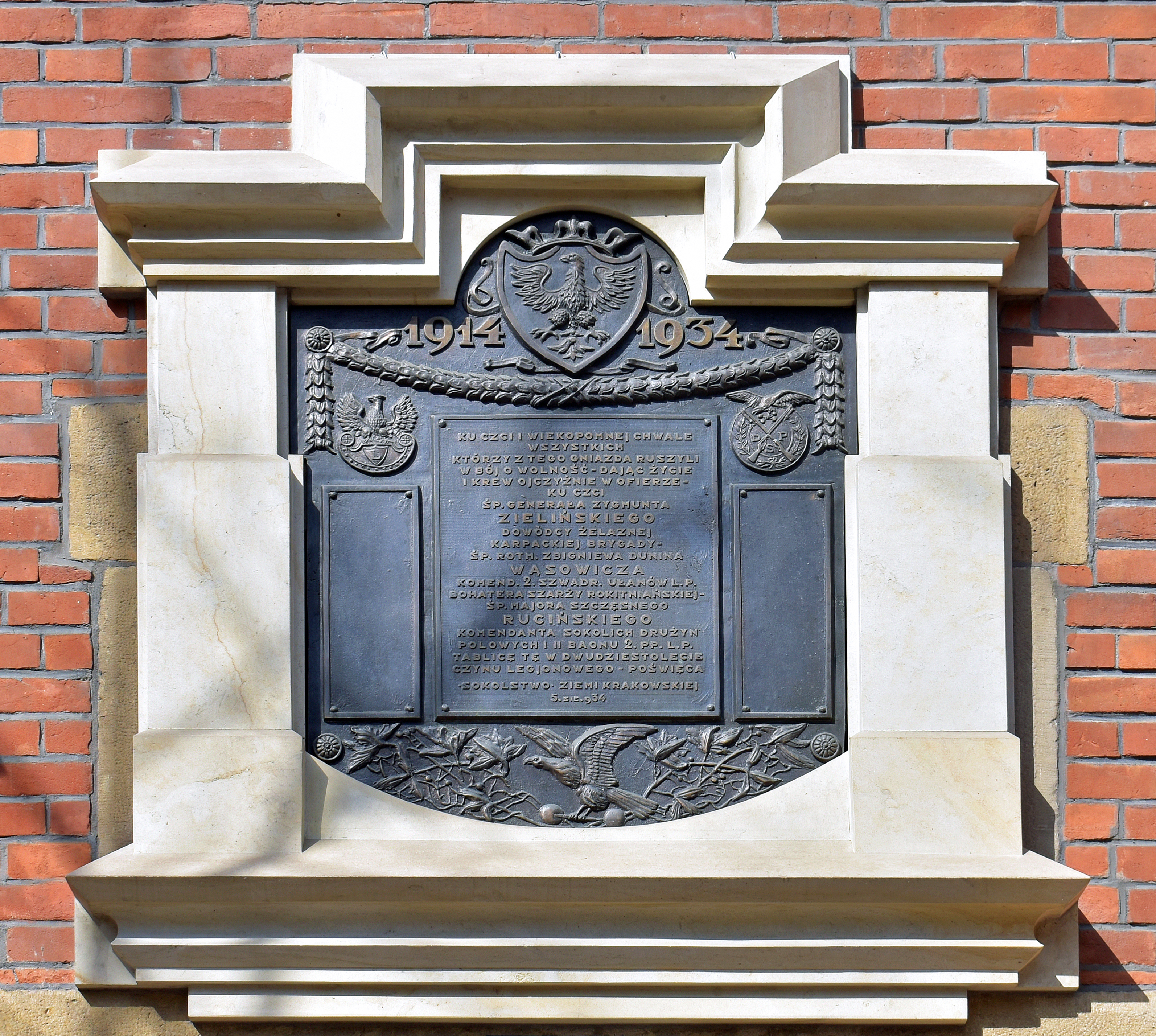
Tablica pamiątkowa
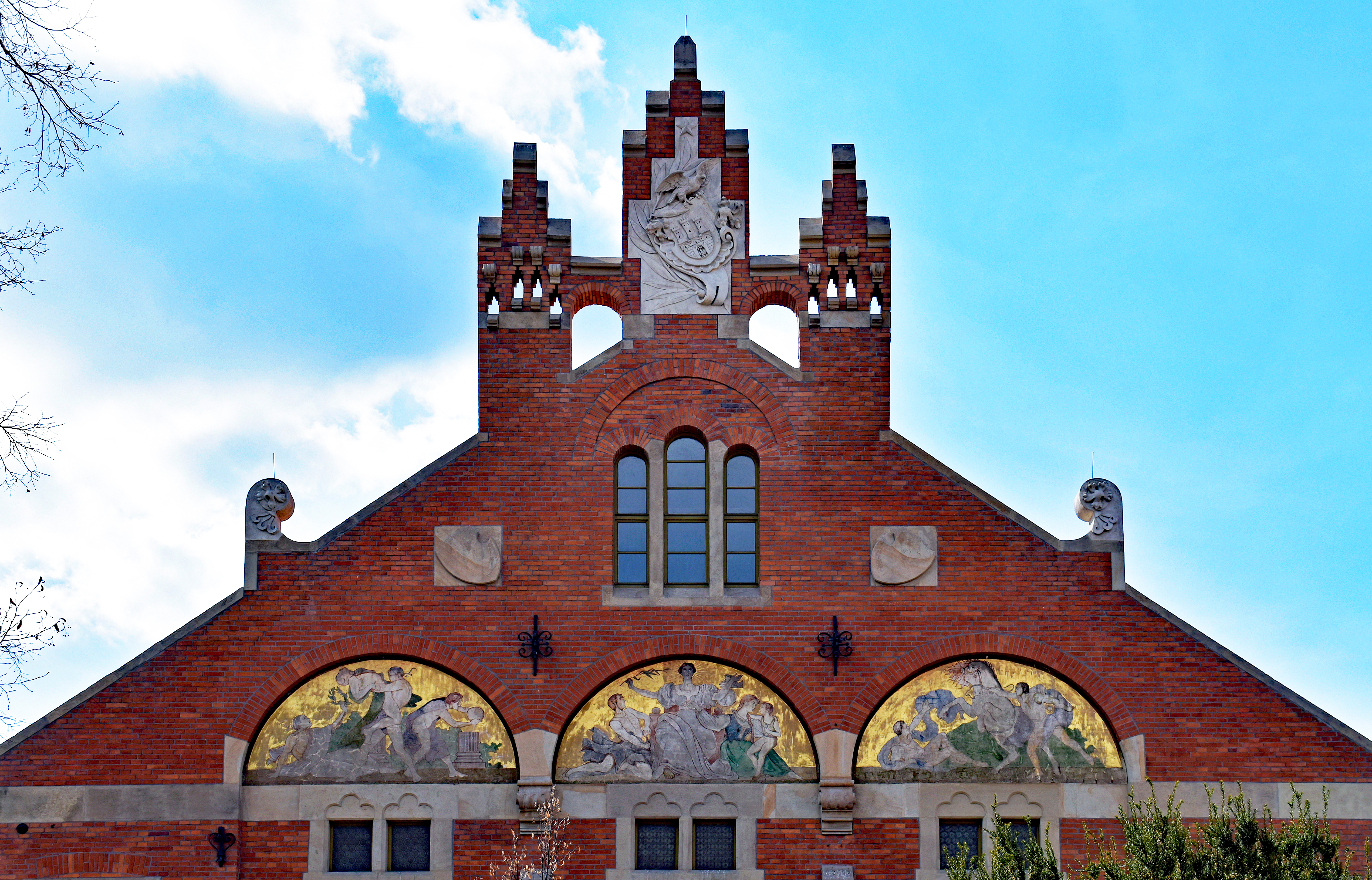
Polichromie
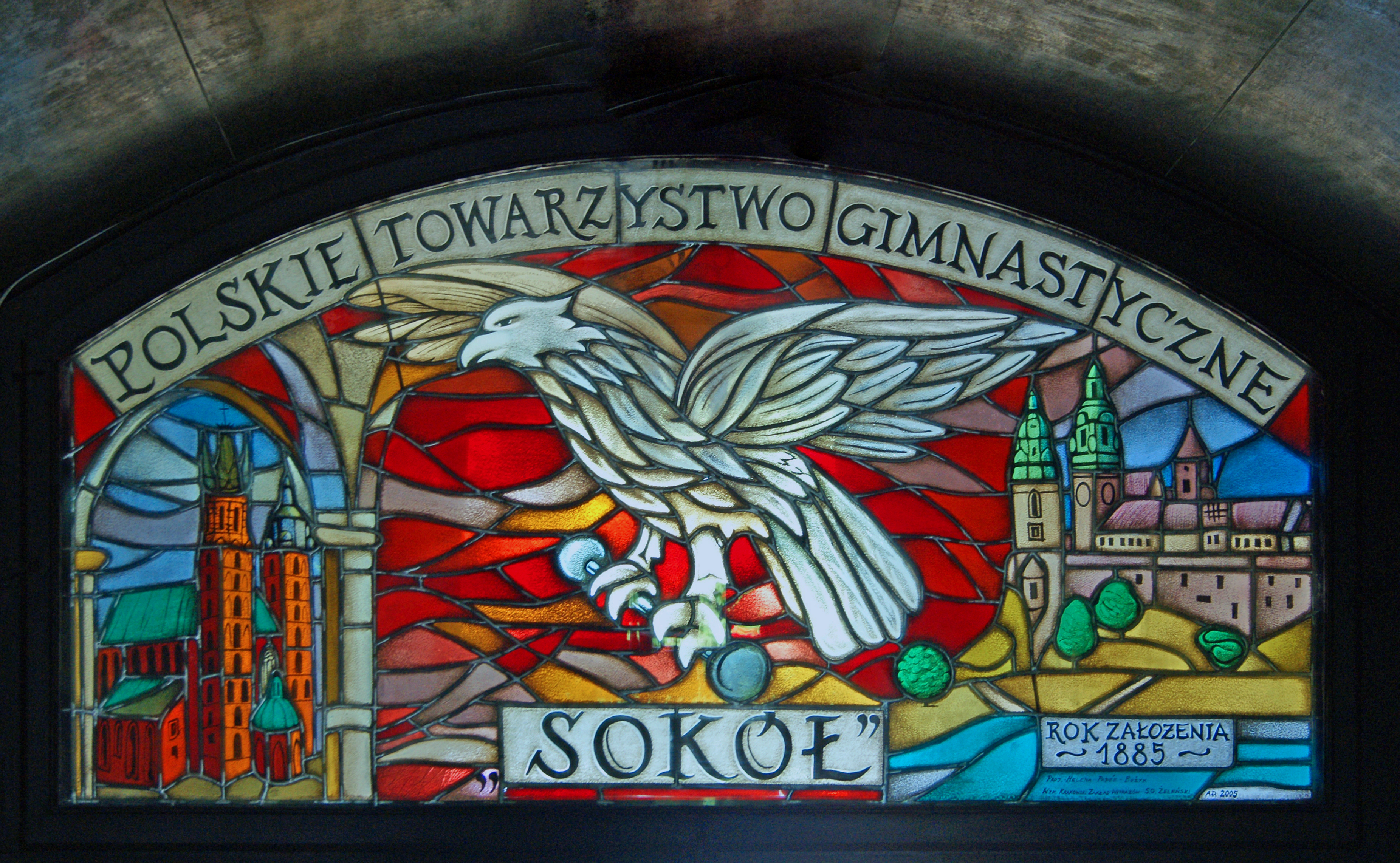
Witraż